# Lacherspitz
Die Lacherspitz (teils auch Lacherspitze genannt) ist ein 1724 m ü. NHN hoher Berg im Wendelsteingebiet im Mangfallgebirge. Der Gipfel befindet sich auf dem Gebiet der Gemeinden Bayrischzell bzw. Oberaudorf und liegt zwischen dem Wendelstein und dem Sudelfeld. Bis auf den felsigen kurzen Gipfelbereich ist der Berg auf Bergwegen leicht erreichbar und umgeben von teils steilen Almwiesen und felsdurchsetzten Latschenfeldern. Im Winter ist er Ziel von Skitouren. Unweit des Gipfels liegt die Bergstation des Lacher-Liftes (Schlepplift) vom Skigebiet Wendelstein. Östlich des Gipfels führt die Materialseilbahn zur Soinhütte der Bundeswehr vorbei. Die Aussicht vom Gipfel ist umfassend – neben dem Blick auf den Gipfelaufbau des nahen Wendelsteins kann man bei guter Sicht bis nach München, zum Chiemsee, in die Chiemgauer Alpen, das Kaisergebirge, die Brandenberger und Kitzbüheler Alpen sowie den Alpen-Hauptkamm sehen.
Die kürzeste Route führt von der Bundesstraße 307 vom Sudelfeld (entweder Parkplatz unweit der Passhöhe oder vom Parkplatz bei den Wedelliften) durch das Lacherkar auf den Gipfel. Auch von Bayrischzell ist der Gipfel über die Wendelsteiner-Almen erreichbar, ebenso von Osterhofen (Parkplatz Wendelstein-Seilbahn). Der längste und anspruchsvollste Anstieg beginnt in Brannenburg an der Talstation der Wendelstein-Zahnradbahn bzw. alternativ vom Ortsteil St. Margarethen aus via Aipl, Mitteralm und Soinsalm. Wer mit der Wendelstein-Seilbahn oder der Wendelstein-Zahnradbahn auffährt kann den Gipfel vom Wendelsteinhaus als einfache Bergwanderung erreichen. Nur die letzten Meter zum Gipfelkreuz hinauf erfordern Trittsicherheit (leichte Kletterei).
Im Winter wird der Berg häufig als Skitour vom Sudelfeld über die Lacheralm bzw. von Osterhofen über die Wendelsteiner-Almen begangen, eine anspruchsvolle Skitour führt von Brannenburg über die Mitteralm und die Soinalm herauf.
Es gab 2004 einen bizarren Namensstreit um die Lacherspitze und dem benachbarten niedrigeren Tagweidkopf (1634 m), welcher von beiden Bergen den Namen Lacherspitze und welcher den Namen Tagweidkopf tragen sollte.